# 亞基米夫卡區

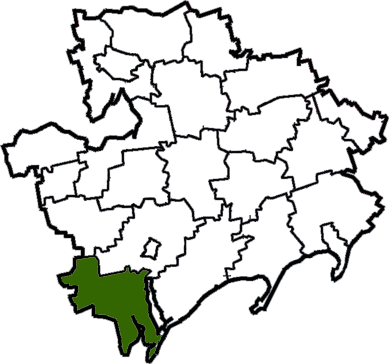
撤销前亞基米夫卡區在扎波羅熱州的位置

亞基米夫卡區（烏克蘭語：Якимівський район），曾是烏克蘭的一個區，位於該國東南部，由扎波羅熱州負責管轄，首府設於亞基米夫卡，面積1,850平方公里，2013年人口34,456，人口密度每平方公里18.62人。
该区在2020年7月18日的乌克兰行政区划改革中被撤销，改革后扎波羅熱州下分为5个区，亞基米夫卡區合并至梅利托波爾區。